# Kitesurfen

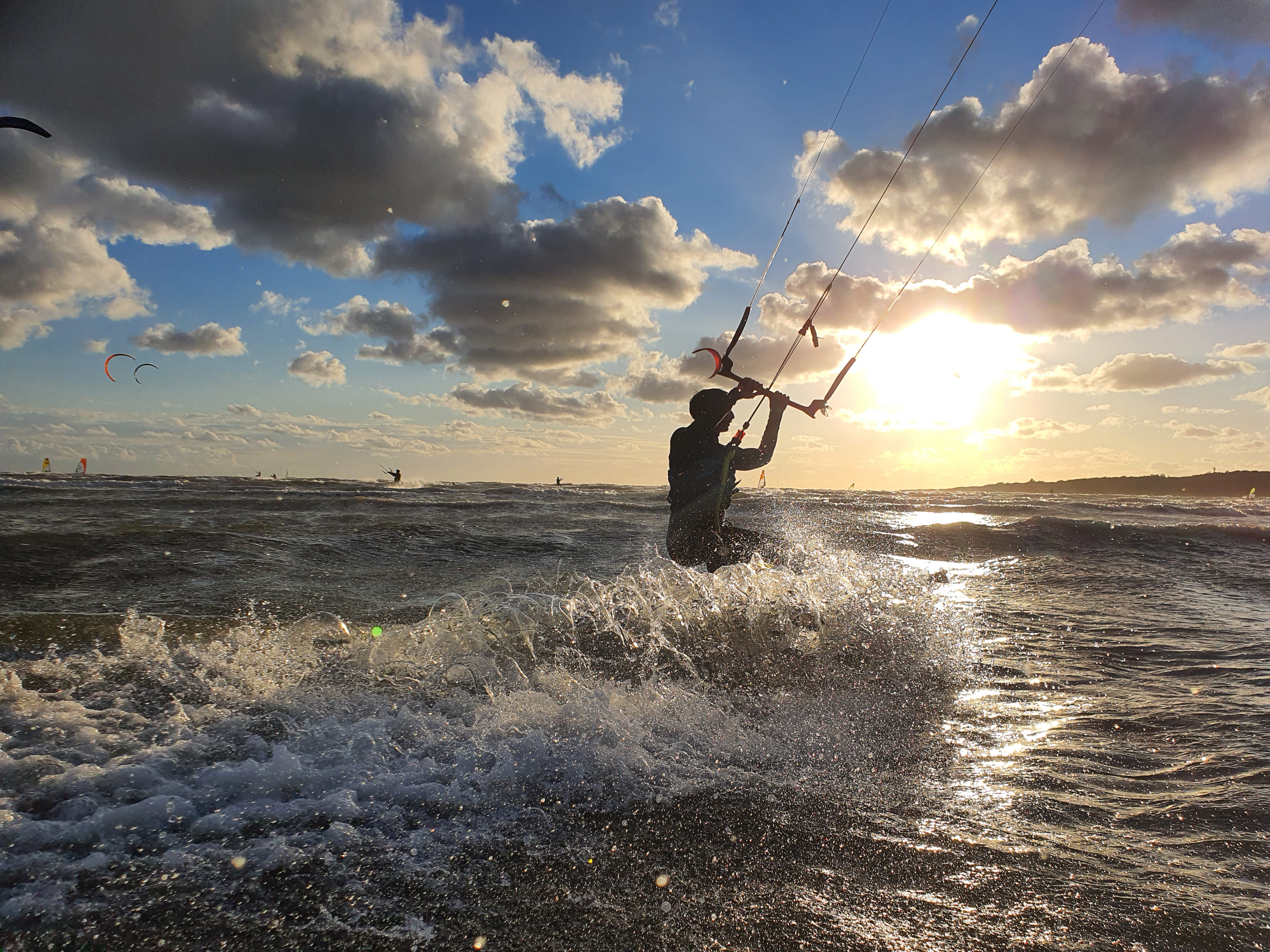
Kitesurfer in Varberg, Schweden

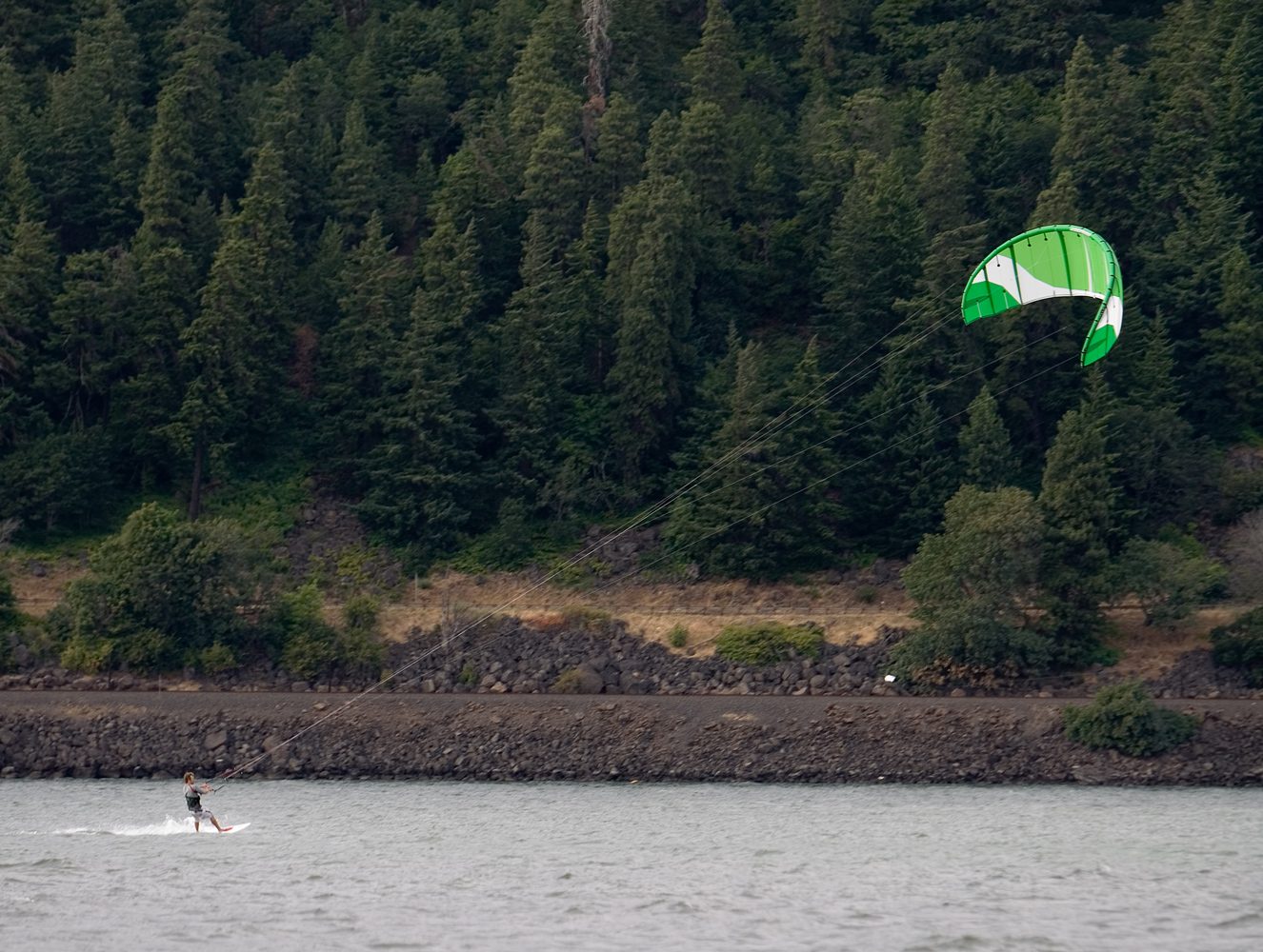
Kitesurfer in der Columbia River Gorge

Kitesurfen, auch Kiteboarden, ist ein Wassersport, der aus dem Kitesailing entstanden ist. Beim Kitesurfen steht der Sportler auf einem Board, das Ähnlichkeit mit einem kleinen Surfbrett oder Wakeboard aufweist. Er wird dabei von einem Lenkdrachen (engl. „kite“) gezogen. Wellen und der Zug des Drachen können dabei für Sprünge als Unterstützung genutzt werden.

## Geschichte

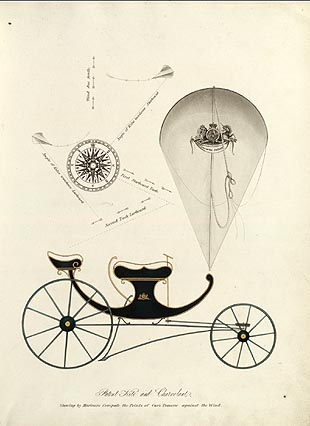
Der von Pocock konstruierte „Charvolant“, eine drachengezogene Kutsche

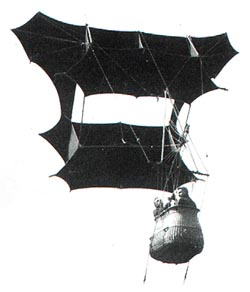
Man-lifter War Kite, ein von Samuel Franklin Cody konstruierter Kite für Kriegszwecke.

### Ursprünge der Sportart
In den 1820er-Jahren experimentierte der englische Lehrer George Pocock mit großen Lenkdrachen, um damit Kutschen und kleine Boote anzutreiben. Zum Steuern verwendete er ein 4-Leinen-System, welches dem heutzutage beim Kitesurfen verwendeten sehr nahekam. Sowohl die Kutschen als auch die Schiffe konnten damit nach Lee fahren, dazu parallel und kleine Sprünge absolvieren. Pococks Absicht war es, das von ihm „Charvolant“ genannte System als echte Alternative zu Pferden zu etablieren, um die zu seiner Zeit übliche „Pferdesteuer“ zu umgehen. Sein Konzept konnte sich aber nicht durchsetzen, so dass es bis Ende des Jahrhunderts fast komplett in Vergessenheit geriet. 1903 entwickelte der Luftfahrtpionier Samuel Franklin Cody den Man-lifting Kite, verband diesen mit einem kleinen Segelboot und überquerte damit den Ärmelkanal.
Die Entwicklung von Aramid- und hochfesten Polyethylenfasern in den späten 1970er-Jahren machten den Siegeszug der Kites erst möglich. Mit diesen Materialien war es möglich, stabilere, reißfestere und effektivere Tücher für die Kites herzustellen. Mit dem aus Aramid- und Polyethylen hergestellten FlexiFoil-Lenkdrachen gelang es Ian Day, mit rund 40 km/h mit seinem Katamaran über das Wasser zu fahren.
In den 1970er- und Anfang der 1980er-Jahre entwickelte der Deutsche Dieter Strasilla ein Segelsystem, mit dem sowohl auf Land als auch im Wasser und auf Schnee gesegelt werden kann. Mit dem zusammen mit seinem Bruder Udo entwickelten und patentierten „Skywing“-System wurde dann auch das Springen und Fliegen oder Gleiten möglich. Strasilla und ein Freund von ihm, der Schweizer Andrea Kuhn, kombinierten das System mit Skiern, Snowboards, Grasskiern sowie selbstgebauten Buggys. In einem seiner Patente geht Strasilla auch kurz auf die Idee ein, aufblasbare Kites zum Kitesurfen zu verwenden.
In den 1980er-Jahren fanden unter anderem in Schweden Versuche statt, Kanus, Schlittschuhläufer, Skifahrer, Wasserski- und Rollschuhfahrer mit Lenkdrachen anzutreiben.
Die Brüder Bruno und Dominique Legaignoux entwickelten Anfang der 1980er aufblasbare Lenkdrachen zum Kitesurfen und ließen sich diese Idee im November 1984 patentieren. Dieser sah bereits fast genauso aus wie ein heutiger Tubekite und diente als Ausgangsmodell für alle weiteren Entwicklungen.
1990 wurde durch den Neuseeländer Peter Lynn das Buggykiting entwickelt und im Ashburtoner Argyle Park erstmals angewandt. Dazu kombinierte er den Drachen mit einem dreirädrigen Buggy, ähnlich einem Kettcar. Das Buggykiting wurde daraufhin zum ersten weit verbreiteten Kitesport, so dass bis 1999 rund 14.000 Kitebuggys weltweit verkauft wurden.
Ähnlich der Idee der Legaignoux-Brüder entwickelten Anfang der 1990er der amerikanische Boeing-Aerodynamiker Bill Roeseler und sein Sohn Corey das KiteSki-System. Die Idee war es, einen Wasserski mit einem zweileinigen deltaförmigen Tubekite zu ziehen. Gesteuert werden konnte der Kite mit einer Bar (Stange). Nachdem sie sich den KiteSki patentieren ließen, ging dieser 1994 auf den Markt. Durch seine Luftschläuche konnte der Kite auch nach einer Wasserlandung wieder gestartet werden. Ende der 1990er verwendete Corey Roesler dann erstmals ein Brett, ähnlich einem Surfboard, anstatt Wasserskiern.
Laird Hamilton und Emmanuel Bertin demonstrierten das Kitesurfen 1996 der Öffentlichkeit an der Küste Mauis auf Hawaii und halfen dadurch, den Sport populärer zu machen.
Auch die Brüder Legaignoux hielten an ihrer Idee fest, entwickelten diese weiter und brachten schließlich 1997 den Wipika-Tubekite auf den Markt. Dieser hatte eine Bow-Kite-Form mit breiteren Enden als die bisherigen Kites und ermöglichte dadurch einen leichteren Wasserstart.
Im selben Jahr entwickelten die Franzosen Raphaël Salles und Laurent Ness ein spezielles Kitesurfboard, was einen Beitrag zur weltweiten Verbreitung des Kitesurfens ab 1998 leistete. Erste Surfschulen lehrten nun das Kitesurfen. Der erste Wettbewerb fand im September 1998 statt, Sieger war der Amerikaner Flash Austin.
Im Jahr 2000 wurde auf Maui ein neuer Freestyle-Wettbewerb ins Leben gerufen, der von Red Bull gesponsert wurde. Bei diesem Wettbewerb, der den Namen Red Bull King of the Air trug, wurden die Fahrer nach Höhe, Vielseitigkeit und Stil beurteilt. Der Wettbewerb findet noch immer jährlich in Kapstadt, Südafrika, statt.
Kitesurfen wurde bei den Olympischen Jugend-Sommerspielen 2018 in Buenos Aires zur offiziellen Disziplin ernannt.
Mixed Kite - Formula Kite wurde von World Sailing für die Teilnahme an den Olympischen Sommerspielen 2024 ausgewählt.

## Ausrüstung

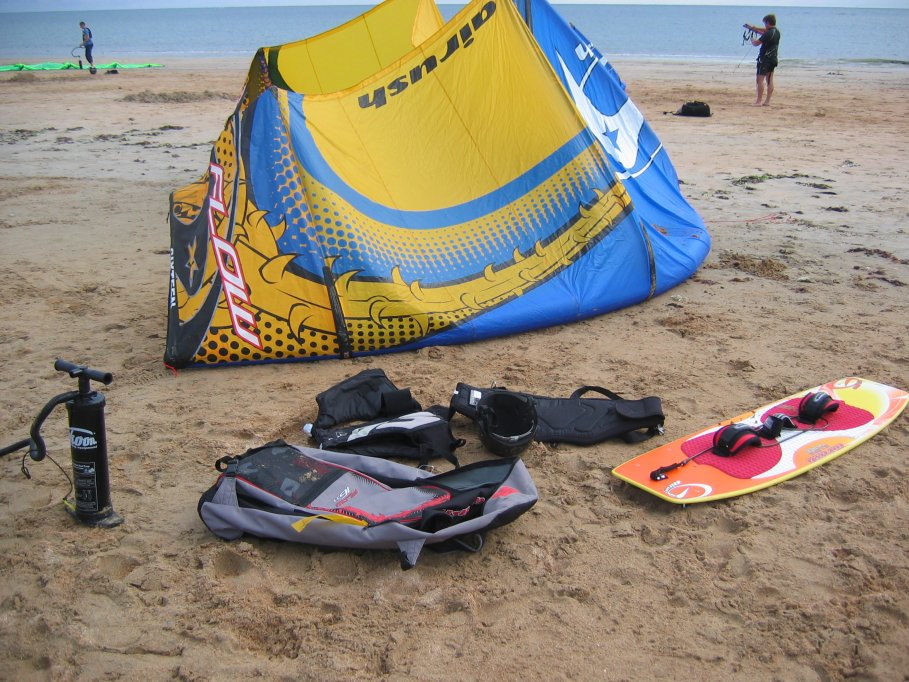
Ausrüstung

Die Ausrüstung besteht mindestens aus Board, Kite, Bar mit Leinen, Trapez und der Safety Leash, bei Tubekites außerdem einer Möglichkeit, den Kite aufzupumpen. Meist wird hier eine Pumpe eingesetzt.
Die größten Unterschiede bei den Ausrüstungsbestandteilen in Bauart und Größe gibt es beim Brett, der Bar und dem Drachen. Hier kann die Ausrüstung an Körpergewicht und Könnensstand des Sportlers sowie an unterschiedliche Wetterbedingungen, hier hauptsächlich die Windstärke, angepasst werden.

### Das Board
Bis etwa 2001 waren die den Windsurfbrettern ähnlichen Directional-Boards der dominierende Typ von Brett beim Kitesurfen. Ab dann wurden die den Wakeboards ähnlichen Twin Tips populärer.
Es wird zwischen verschiedenen Arten von Boards unterschieden: Derzeit hauptsächlich Twin Tips (TT; seltener Bidirectionals, kurz Bidies, genannt) und Directional-Boards und Foilboards. Alle Boardvarianten haben im Gegensatz zu Surfbrettern beim Surfen einen geringeren Auftrieb. Dieser entsteht erst hydrodynamisch durch die Fahrt über das Wasser. Dadurch erklären sich auch die kleineren Maße der Boards, die in Abhängigkeit von Könnensstand, Windstärke, Körpergewicht und Kitegröße zwischen 120 und 165 cm in der Länge und etwa 26 bis 52 cm in der Breite variieren. Seit Beginn des Kitesports gab es große Entwicklungssprünge. Mittlerweile sind Twin Tips am Markt verbreitet und werden von vielen Kitesurfern und den meisten Kitesurfschulen genutzt.
Die Kraftübertragung der Steuerbewegung der Füße auf das Brett erfolgt bei Twin Tips im Normalfall über Fußschlaufen. Es werden aber auch feste Bindungen eingesetzt. Andere Bretter wie Directional-Boards werden auch ohne Bindung oder Schlaufen gefahren.
Es lassen sich auch andere Merkmale unterscheiden wie Rocker ähnlich zu den Rocker Ski und das sogenannte Unterwasserschiff mit unterschiedlichen Formen, die ein unterschiedliches Verhalten bei Kabbelwasser bedeuten.

#### Directional

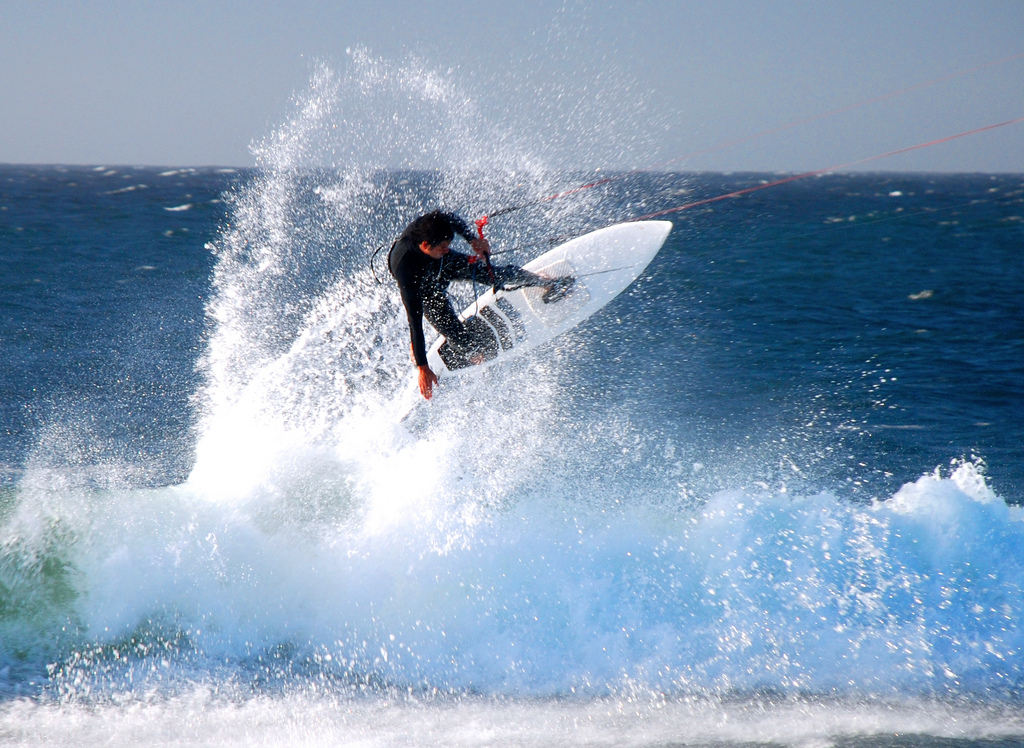
Kiter mit Directional Board im Sprung

Das Directional oder Directional Board, von manchen Herstellern auch Surfboard oder Waveboard genannt, wurde aus dem Wellenreiten übernommen. Anders als bei den anderen Boardtypen ist die Bauweise bei den Directionals etwas höher und der Auftrieb etwas größer. Aufgrund fehlender Finnen am Bug und der spitz zulaufenden Form ist es nur in eine Richtung fahrbar, so dass bei einem Richtungswechsel auch ein Fußwechsel erfolgen muss.
Aufgrund seines besonderen Fahrgefühls sowohl beim Fahren in größeren Wellen als auch bei relativ ruhiger See ist es vor allem eine spaßbringende Alternative zum Twin Tip. Es eignet sich sowohl für Anfänger als auch für Fortgeschrittene.

#### Twin Tip

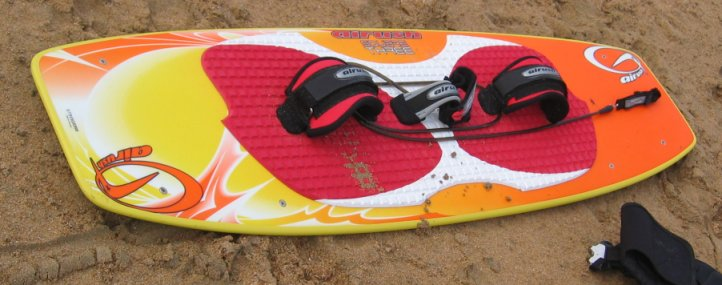
Kleines Twin Tip Board

Das Twin Tip, auch Twintip (von engl. twin tip bi-directional), wurde ursprünglich aus dem Wakeboarden adaptiert und lässt sich in beide Richtungen also bidirektional fahren. Von einigen Herstellern werden diese im Gegensatz zu den Surfboards als Kiteboards geführt. Es weist durch die flachere Bauweise im Unterschied zu einem Surfbrett schärfere Kanten auf. Charakteristisch ist die Symmetrie hinsichtlich „Outline“ (Umriss), „Shape“ (Form) und Anordnung der Fußschlaufen. Bei diesem Brett findet kein Fußwechsel statt.
Anhand des Umrisses lassen sich die Bretter nochmals weiter unterscheiden. Die meisten Twin Tips sind auf beiden Längsseiten konvex gefertigt. Manche großen Twin Tips, besitzen hier eine konkave Form, wobei die Grenzen fließend sind.
Die Twin Tips eignen sich sowohl für Einsteiger als auch für erfahrene Sportler, wobei bei fortgeschrittenem Könnensstand die Boardgröße meist abnimmt, da zu Beginn durch das leichtere Angleiten meist auf größere Bretter zurückgegriffen wird.

#### Mutant-Board
Die Mutants sind eine Mischung aus Twin Tip und Directional Board. Die Form ähnelt der eines Directionals mit einer klaren Unterscheidung zwischen Bug und Heck. Prinzipiell für das Fahren in eine Richtung konzipiert, kann es aber aufgrund von Finnen am Bug leichter bidirektional gefahren werden. Wie bei einem Twin Tip gibt es meist zwei Fußschlaufen.

#### Raceboard
Raceboards zeichnen sich sowohl durch ihr größeres Volumen, als auch durch längere Finnen aus. Sie eignen sich wegen ihrer Bauweise eher zum sehr schnellen Fahren auf glattem Wasser.

#### Foilboard
Ein Foilboard (auch Hydrofoil) ist ein Brett, an dessen Unterseite sich eine schwertähnliche Verlängerung mit Tragflächen (Front- und Backwing) befindet. Ab einer bestimmten Geschwindigkeit heben die Tragflächen das Brett durch dynamischen Auftrieb aus dem Wasser. Die Größe dieser Komponenten ist von Gewicht, Segelgröße, Könnensstufe und Windstärke abhängig.
Für Zuschauer vermittelt ein Foilboard den Eindruck, als würde der Surfer wie beim Wingfoilen über dem Wasser schweben. Foilboards sind wegen ihres in diesem Fahrmodus geringen Wasserwiderstandes besonders für Leichtwind geeignet.

### Bar, Steuerungs- und Sicherheitsleinen

5-Leiner Bar mit Clamcleat Adjuster

Die „Kitebar“ oder einfach nur „Bar“ verbindet den Sportler über 20–30 m lange Steuerungs- und Sicherheitsleinen mit dem Kite und ermöglicht dessen Steuerung hinsichtlich der Richtung und der Kraftentwicklung. Inzwischen verfügen fast alle Modelle über mehrere Sicherheitsmechanismen zum teilweisen oder vollständigen Trennen vom Schirm im Falle von Gefahr und/oder Kontrollverlust über den Schirm. Meist sind diese Sicherheitsauslösungen ein „Quickrelease“ am „Chickenloop“ (eine schnell trennbare Verbindung an der Schlaufe, an der das Trapez eingehängt wird) und eine sogenannte „Safetyleash“. Beim Auslösen des Quickreleases stürzt der Kite auf das Wasser und wird in der Regel drucklos, bleibt aber noch, mit einer Leine, mit dem Trapez verbunden, damit der Kite nicht verlorengeht, während beim Auslösen der Safetyleash der Sportler vollständig vom Kite getrennt wird.
Unterschieden werden drei Bar-Systeme mit einer unterschiedlichen Anzahl von Leinen:
4-LeinerZwei Leinen sind für die Übertragung der Zugkräfte zuständig. Sie werden in der Mitte zur Depower-Leine zusammengeführt und über eine zentrale Durchführung sowie einer Schlaufe am Ende (Chickenloop) am Trapezhaken befestigt. Die anderen zwei Leinen (Lenkleinen oder auch Bremsleinen) werden links und rechts an den Enden der Bar befestigt. Sie ermöglichen weitere aerodynamische Manipulationen wie Lenken, Anstellwinkel verändern oder Anbremsen.
5-LeinerDie fünfte Leine ist zentral oder als „Y“ an der Vorderkante der Fronttube des Kites befestigt. Der Drachen kann durch Zug an dieser Leine drucklos auswehen, was einen Gewinn an Sicherheit bedeutet. Beim Start aus dem Wasser hilft sie außerdem, durch Umklappen den Drachen in eine günstige Startposition zu bringen. Eine trimmbare fünfte Leine dient der Stabilisierung des Drachenprofils und erweitert somit den nutzbaren Windbereich.
2-LeinerEin Zwei-Leiner lässt nur eine eingeschränkte Depower des Schirms zu. Durch Loslassen der Bar kann der Schirm in einer Notsituation sofort an einer der Leinen auswehen. Er hängt dann nur noch an der Sicherheitsleine, die oft am Trapez, früher am Handgelenk befestigt wurde. Gelegentlich wird dieses System in der Anfängerschulung eingesetzt. Es dient dazu, den Schirm kennenzulernen und ein Gefühl dafür zu bekommen.

### Der Kite

Illustration dreier Kites. Softkite (hinten), C-Kite (rechts) und Bow-Kite (links)

Kites, auch als Schirm oder Drachen bezeichnet, gibt es in unterschiedlichen Ausführungen, die sich u. a. in Angriffsfläche und Winkel des Windes unterscheiden.
Mittels Leinen kann der Lenkdrachen so gesteuert werden, dass die auf den Sportler ausgeübten Kräfte in Richtung und Stärke variieren.
Die Größe des Schirmes, den man einsetzt, wird vor allem in Abhängigkeit von der Windstärke gewählt. Stärkere Winde erfordern kleinere Schirme, um Überbelastungen zu vermeiden. Besonders Anfänger sollten darauf achten, keinen zu großen Drachen zu verwenden. Hier ist zu bedenken, dass eine Verdopplung der Windgeschwindigkeit eine Vervierfachung der Kräfte im Kite nach sich zieht, wodurch fehlerhafte Lenkbewegungen dramatische Folgen nach sich ziehen können. So ist ein 9-m²-Kite bei 6 Windstärken in der Lage, problemlos zwei erwachsene Männer aus dem Wasser zu reißen.
Um die auftretenden Kräfte zu verringern, sind die Kites mit einer sogenannten „Depower“-Möglichkeit (engl. etwa Entkräften) ausgestattet. Unter Verwendung von „Depower“ wird der Winkel der Anströmkante des Drachens zum Wind reduziert und das Profil des Kites verändert, so dass sich weniger Wind im Schirm fängt und der Zug des Drachens abnimmt.
Hauptsächlich wird zwischen Softkites und Tubekites unterschieden:

#### Softkites

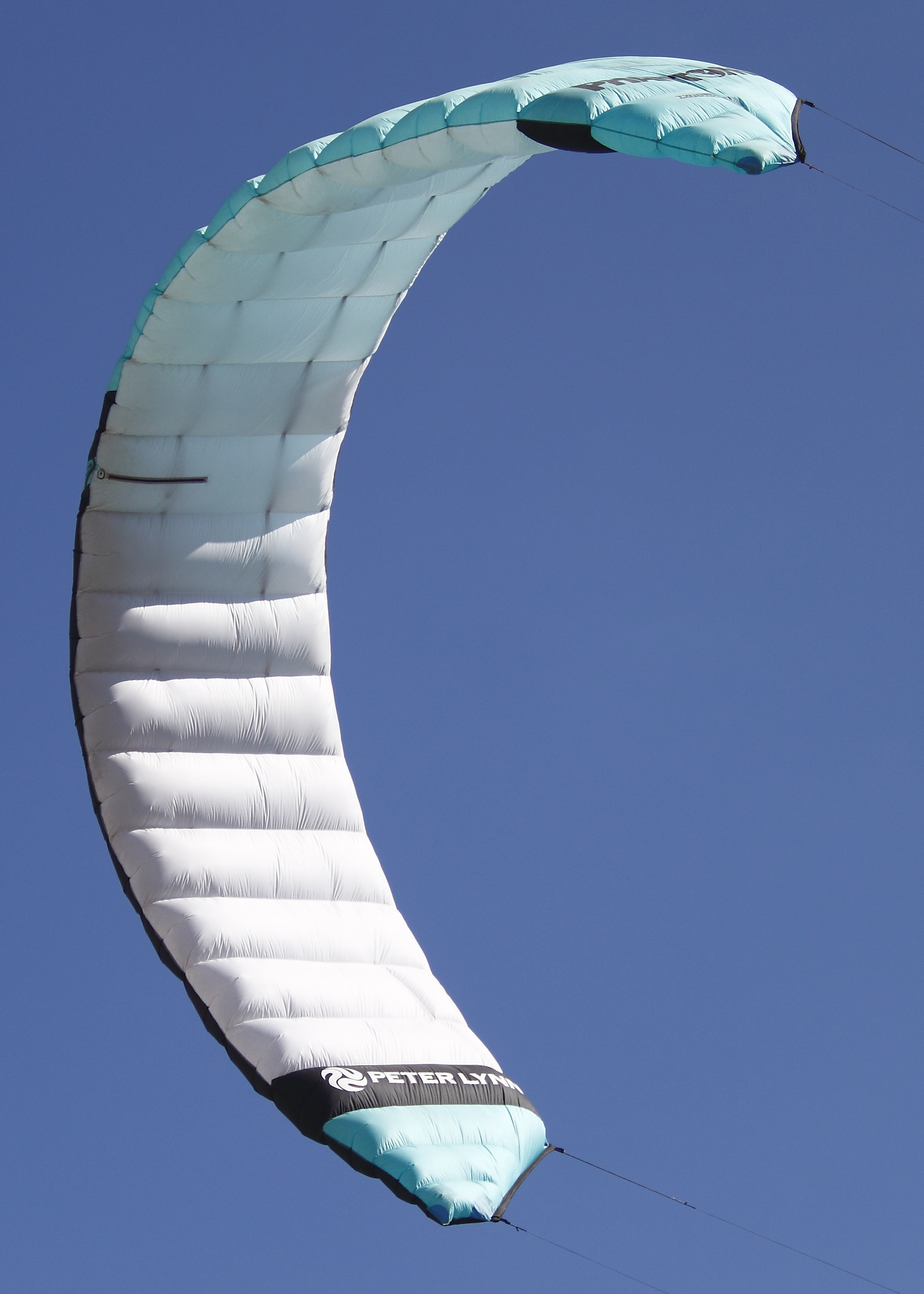
Softkite

Die Softkites oder auch Ram-Air-Kites oder Matten sehen aus wie Gleitschirme und eignen sich vor allem zur Benutzung an Land, beispielsweise beim Snowboarden oder Allterrainboarden. Es gibt aber auch Softkites mit geschlossenen Zellen, die zum Surfen auf dem Wasser benutzt werden können. Sie erhalten ihre Stabilität dadurch, dass die Luft über Lufteinlassventile an der Anströmkante eindringen kann, dort zwischen zwei Tuchschichten „gespeichert“ bleibt und nicht mehr entweichen kann. Softkites mit offenen Zellen hingegen würden sich bei einem Absturz im Wasser mit Wasser füllen und wären damit nur noch schwer flugfähig. Der Begriff Ram-Air bezieht sich auf die Stauluft zwischen Ober- und Untersegel, durch die der Schirm seine Form erhält. Die Flugstabilität wird grundlegend durch Waageleinen erzeugt. Softkites kommen zum Teil mit 3 Leinen aus. Bei diesem System gehen die drei Waageleinen in eine Mittelleine (Frontline) und zwei Steuerleinen (Backlines) über. Manche Matten haben hingegen Anknüpfpunkte wie Tubekites (4-Leiner).

#### Tubekites

Ein C-Kite; gut zu erkennen ist die eckige Form an beiden Enden

Tubekites haben, anders als Softkites, mehrere aufgepumpte Luftschläuche (Tubes): einen Frontschlauch (Fronttube), der dem Schirm die Form gibt, und mehrere Querschläuche (Struts), die etwa in einem 90°-Winkel an die Fronttube angeschlossen sind und der „Segelfläche“ Stabilität geben. Diese Luftkammern werden vor dem Start auf einen Druck von rund 6–8 psi (etwa 0,4–0,6 bar) aufgepumpt. Sie verhindern nach einer Wasserlandung das Versinken des Schirms und erleichtern so den Wasserstart. Innerhalb der Tubekites wird zwischen 4 Unterarten unterschieden:

##### C-Kite
Der C-Kite hat seinen Namen dank seiner C-förmigen, also stärker gebogenen Schirmform. Dies führt zu einer kleineren Oberfläche, die entsprechend weniger Wind „fangen“ kann. Er zählt zu den Tubekites, und seine Fronttube verläuft zu beiden Enden hin eckig. Der C-Kite ist die älteste Form der LEI Kites (leading-edge-inflated Kites) und ist an vier Leinen befestigt, mit der Möglichkeit auf eine fünfte Leine. Die vier Leinen sind jeweils an den Ecken der beiden Schirmenden befestigt. Der Hauptunterschied zwischen dem C-Kite und anderen Tubekites sind die fehlenden Waageleinen (bridles) an der Anströmkante, was zu einer sehr geringen Depower und zu einer stärkeren Zugkraft auf die Bar führt. Diese großen Kräfte auf die Bar geben dem Kiter ein sehr direktes Fahrgefühl. Außerdem ist es ohne Bridle schwieriger, den Kite nach einem Sturz wieder zu starten (relaunch). Mit der bereits erwähnten fünften Leine als Option ist das Starten allerdings sehr verlässlich. Um den C-Kite zu depowern, ist die richtige Technik zu verwenden. Er muss ins richtige Windfenster gesteuert werden, um die erwünschten Kräfte zu erreichen. Der C-Kite wird hauptsächlich von guten Wakestyle- und Freestyle-Fahrern genutzt und ist auf Grund seiner geringen Depower-Möglichkeit und dem schwierigen Wasserstart für Anfänger weniger geeignet.

##### Bow-Kites

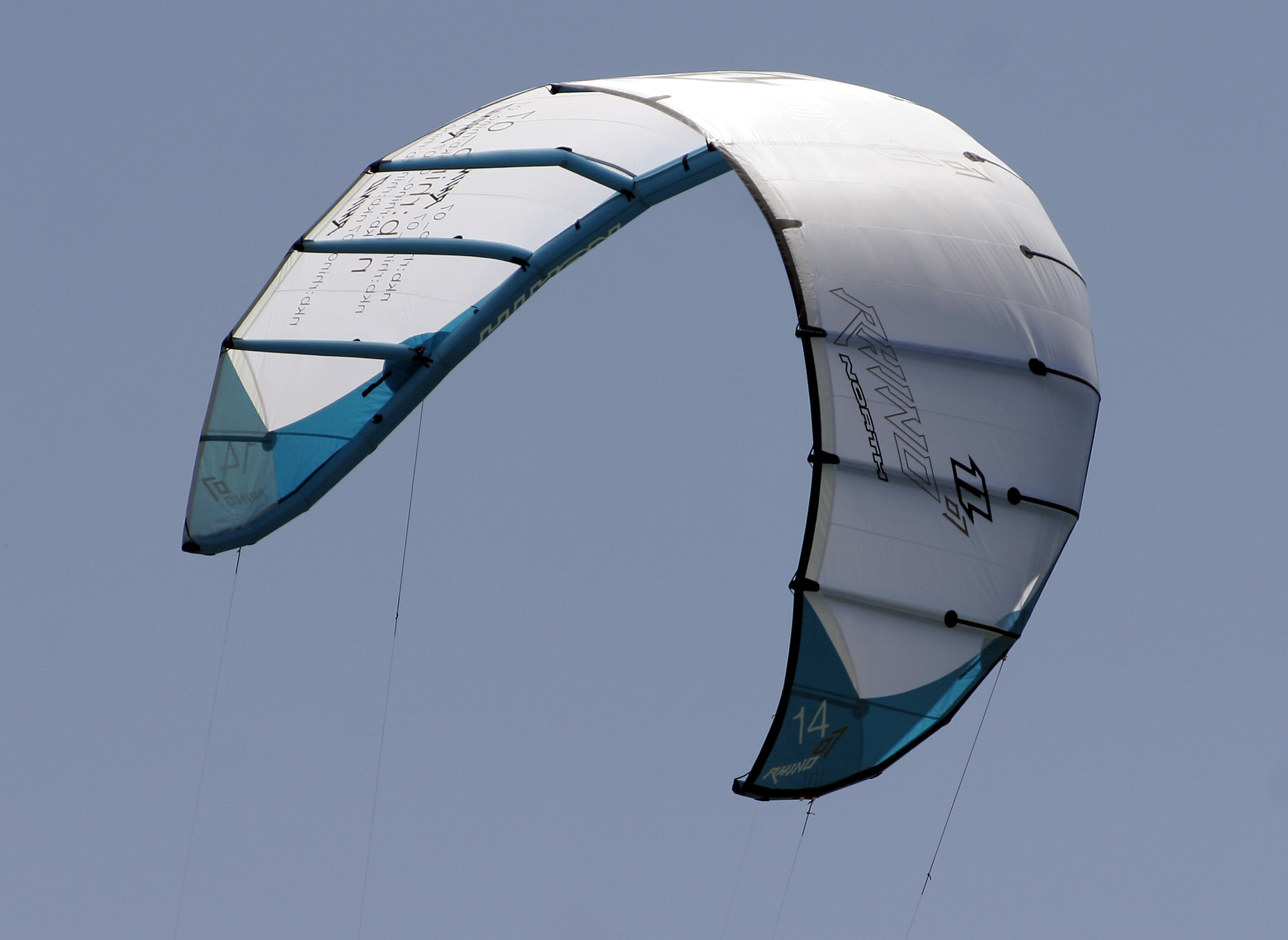
Bow-Kite

Die Bow-Kites sind den C-Kites in der Konstruktion sehr ähnlich, jedoch fällt das Profil wesentlich flacher aus, und die Fronttube verläuft nicht linear, sondern ist zu den beiden Enden hin bogenförmig herumgezogen, was zur Namensgebung führte. Der Bogenschirm besitzt darüber hinaus „Waageschnüre“ mit mehreren Anknüpfungspunkten am Drachen. Durch diese optimierte Form und „Aufhängung“ kann man durch Wegschieben der Bar den Anstellwinkel des Drachens zum Wind über einen im Vergleich größeren Bereich bis nahezu 100 % Depower verstellen, das heißt im Normalfall zieht der Kite den Surfer nicht mehr unvermittelt nach Lee (siehe Gefahren). Damit ist der Kite sehr gut für Anfänger geeignet und wird meist auch bei Kursen eingesetzt. Nachteilig an Bow-Kites ist das oft indirekte Fluggefühl, was besonders im fortgeschrittenen Freestyle-Bereich gegenüber C-Kites ein echtes Manko darstellt.

##### Hybrid-Kites

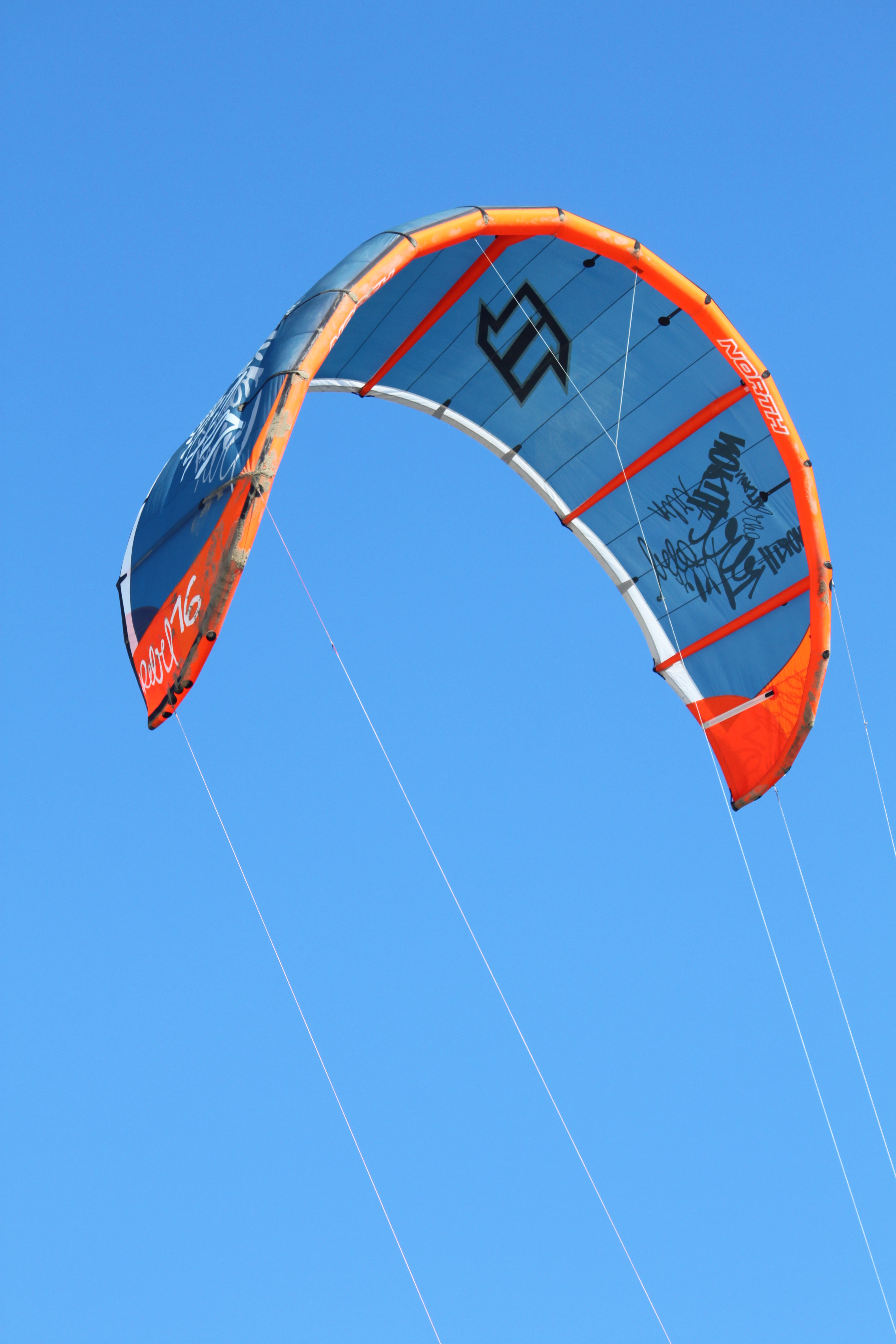
Hybrid-Kite

Hybrid-Kites bilden eine Mischung aus C-Kites und Bow-Kites. Sie sind wie Bow-Kites meist SLE- (Supported Leading Edge) Kites, bei denen die Fronttube durch Waageleinen an mehreren Anknüpfpunkten stabilisiert wird. Dadurch ergibt sich ähnlich wie bei Bow-Kites ein hohes Depower-Potential. Die Steuerleinen sind allerdings, ähnlich wie bei C-Kites, meistens direkt am Drachen angeknüpft. Daraus ergeben sich ein direkteres Flug- und Lenkgefühl sowie geringere Kräfte an der Bar. Diese Merkmale werden besonders von fortgeschrittenen Fahrern gefordert. Für Anfänger sind Hybrid-Kites nicht so fehlerverzeihend wie Bow- oder Delta-Kites.

##### Delta-Kites
Delta-Shape-Kites sind eine Weiterentwicklung der Bow-Kites. Von der französischen Kitesurfmarke F-one Kites wurden sie 2007 auf den Markt gebracht und schnell von anderen Marken nachgeahmt. Sie werden mit 4–5 Leinen geflogen. Wie die Bow-Kites bieten sie fast 100 % Depower und tragen dazu bei, den Sport sicherer zu machen. Auch Delta-Kites haben an der Fronttube Bridles (Waageleinen), die es möglich machen, den Kite in einen steileren Anstellwinkel zum Wind zu stellen, wodurch sie leichter und sicherer für Einsteiger zu fliegen sind. Die Kites besitzen eine Deltaform und ähneln den Bow-Kites. Delta-Kites sind zurzeit die Kites mit den besten Wasserstarteigenschaften. Sobald sie auf dem Wasser oder Schnee liegen, treiben sie an den Windfensterrand und lassen sich durch Ziehen an der jeweiligen Steuerleine aus dem Wasser starten. Es gibt auch kleinere Schirme bis zu 6 Quadratmeter.

### Trapez
Über das Trapez wird in Verbindung mit der Bar der Anstellwinkel des Drachens gesteuert. Außerdem wird hier die Safetyleash befestigt. Die Zugkraft des Kites verläuft über die Leinen auf die Bar und dann das Trapez.

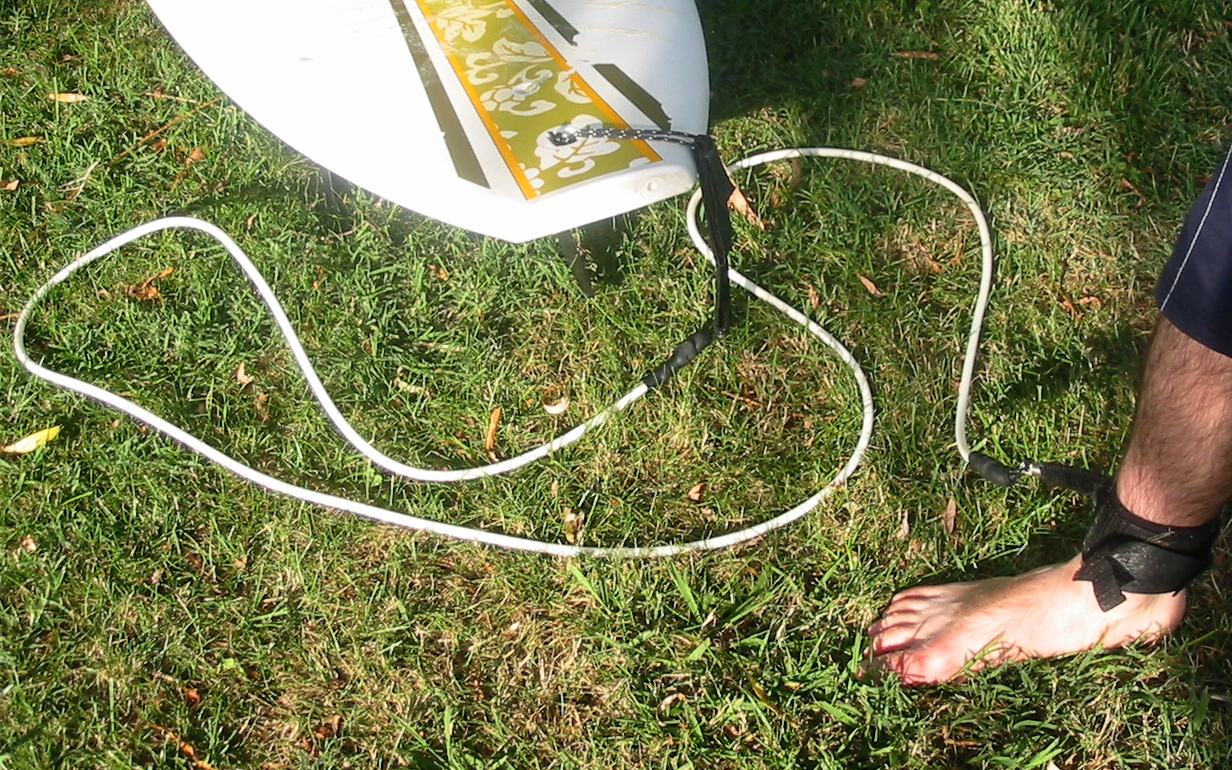
Eine Boardleash

### Weitere Ausrüstungsgegenstände
- Eine Pumpe zum Aufpumpen eines Tubekites.

- Von einigen Kitern wird eine Boardleash genutzt, um zu verhindern, dass das Brett nach einem Sturz wegtreibt. Der Nachteil einer Boardleash ist das höhere Verletzungsrisiko. Wird eine Boardleash verwendet, sollte sie aus Sicherheitsgründen nur in Kombination mit Helm und Prallschutzweste verwendet werden. Die Mehrzahl der Kiter verzichtet daher auf die Leash, da ein verlorenes Brett auch mit dem Bodydrag erreicht werden kann.

- Helm: Um das Verletzungsrisiko bei Stürzen zu Verringern wird meist ein für das Kitesurfen angepasster Helm empfohlen.

- Prallschutzweste: Eine Prallschutzweste erfüllt gleich zwei Funktionen. Durch die Möglichkeit, beim Kitesurfen zu springen und hohe Geschwindigkeiten zu erreichen, besteht beim Aufprall auf das Wasser ein hohes Verletzungsrisiko. Daher wird sie selbst von erfahrenen Sportlern getragen, um das Risiko beispielsweise beim Trainieren neuer Tricks zu verringern. Durch ihren großen Auftrieb, der fast an den einer Rettungsweste herankommt, erleichtert sie auch längere Schwimmeinlagen, wie sie bei Stürzen oftmals nötig sind. Außerdem schützen sie durch ihre Polsterung und Einlagen auch den Thorax und die Wirbelsäule. Dennoch ist zu beachten, dass eine Prallschutzweste keine Rettungsweste ist und daher auch nicht die gleichen Sicherheitseigenschaften, wie zum Beispiel das Überleben bei Bewusstlosigkeit, garantieren kann.

- Schuhe: Sie schützen in Stehrevieren den Kiter vor Schnittverletzungen und halten bei längeren Fahrten, insbesondere bei kalten Temperaturen, die Füße warm.

- Sportsonnenbrille: Das Beobachten des Kites erfordert häufige Blicke in den Himmel, was besonders unangenehm ist, wenn sich die Sonne in Blickrichtung befindet. Eine Sonnenbrille verhindert die Gefahr von „Verblitzungen“, welche durch die spiegelnde Wasseroberfläche entstehen und gerade in den Sommermonaten und besonders in Gegenden mit sehr hoher UV-Belastung relativ schnell auftreten können.
- Leinenmesser (Line Cutter): Ein Schneidwerkzeug zur Durchtrennung der Leinen, sollte zum Beispiel ein unkontrollierbarer sogenannter Death Loop oder eine andere unmittelbare Gefahr mit den Leinen auftreten.
- Safety Leash: Sie wird am Trapez befestigt, damit sich der Kitesurfende im Notfall vom Kite trennen kann. Dabei hängt der Kite nach Auslösen der ersten Sicherheitsstufe über diese Leine am Trapez. Wird die Safety Leash ausgelöst, ist der Kiter komplett vom Schirm gelöst.

## Manöver

### Steuern

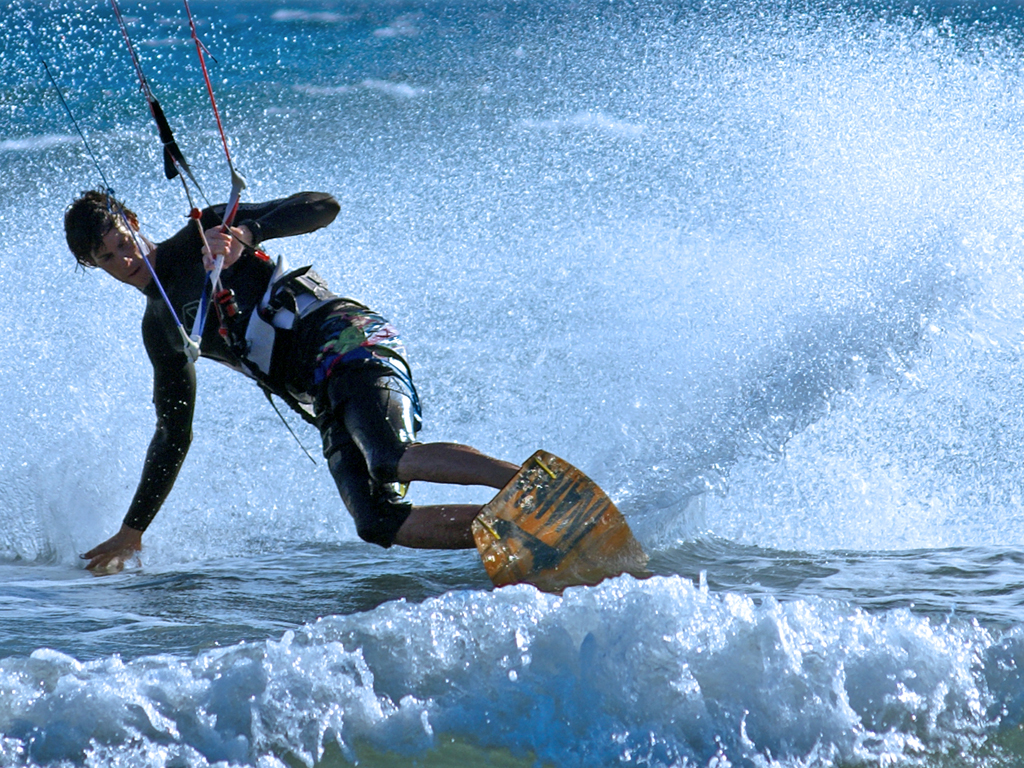
Kitesurfer beim Carved Jibe

Der Kitesurfer regelt seinen Kurs und seine Geschwindigkeit über die Steuerung des Schirms und des Brettes. Die Kurse zum Wind können ähnlich wie ein Segler oder Windsurfer gewählt werden, das heißt in den Wind kann nicht direkt gefahren, sondern nur gekreuzt werden, dies wird auch als Höhelaufen bezeichnet.
Unterschiede ergeben sich gegenüber den anderen Segelsportlern unter anderem durch die Eigengeschwindigkeit und die Flughöhe des Drachens. Letztere beträgt je nach Leinenlänge maximal 30 Meter. In dieser Höhe ist der Wind meist stärker, konstanter und freier von Turbulenzen.
Die Bar ermöglicht dem Kitesurfer, über die Leinen den Schirm im Windfenster zu steuern und damit seinen Kurs zum Wind zu bestimmen. Zur Richtungsänderung wird die Seite der Bar, in die man fahren möchte, behutsam zum Körper hingezogen und somit der Kite in diese bewegt.
Zu Beginn lernt man das Hin- und herfahren auf Halbwindkursen. Zuerst treibt man leicht nach Lee ab, bis man Höhe halten kann. Hier ist die ‚Höhe‘ gegenüber dem Wind gemeint. Für eine Richtungsänderung wird der Kite langsam in den Zenit und schließlich in den anderen Teil des Windfensters bewegt. Im Prinzip hält man an und fährt in die andere Richtung weiter. Beim Höhelaufen spielt vor allem die Boardsteuerung durch Gewichtsverlagerung eine große Rolle.
Auf dem Halbwindkurs, fährt der Surfer etwa rechtwinklig zur Windrichtung. Durch weniger Rückenlage, fährt er ausgehend vom Halbwindkurs auf Raumwindkurs und steuert so nach Lee. Über stärkere Rückenlage und Kantendruck fährt er auf Amwindkurs. Durch den Raumwind- und Amwindkurs lässt sich somit nach Lee und Luv lenken oder „in“ das Windfenster hinein und „aus“ dem Windfenster heraus.
Statt Anzuhalten und sich wieder ins Wasser zu setzen ‚steht‘ der Kiter bei der Trambahn-‚Halse‘ (engl. Basic Jibe) kurz, bevor er in die andere Richtung weiterfährt. Dies ist genau genommen keine Halse, da das Heck nicht durch den Wind geht.
Alternativ kann diese Richtungsänderung auch mit einer Halse und deren Varianten erfolgen. Bei einer gecarvten Halse (eng. Carved Jibe) fährt der Kiter einen Halbkreis nach Lee und fährt anschließend in die andere Richtung weiter, anstatt stehen zu bleiben. Carven bezeichnet hier ähnlich zum Skifahren ein stärkeres Fahren auf der Kante.

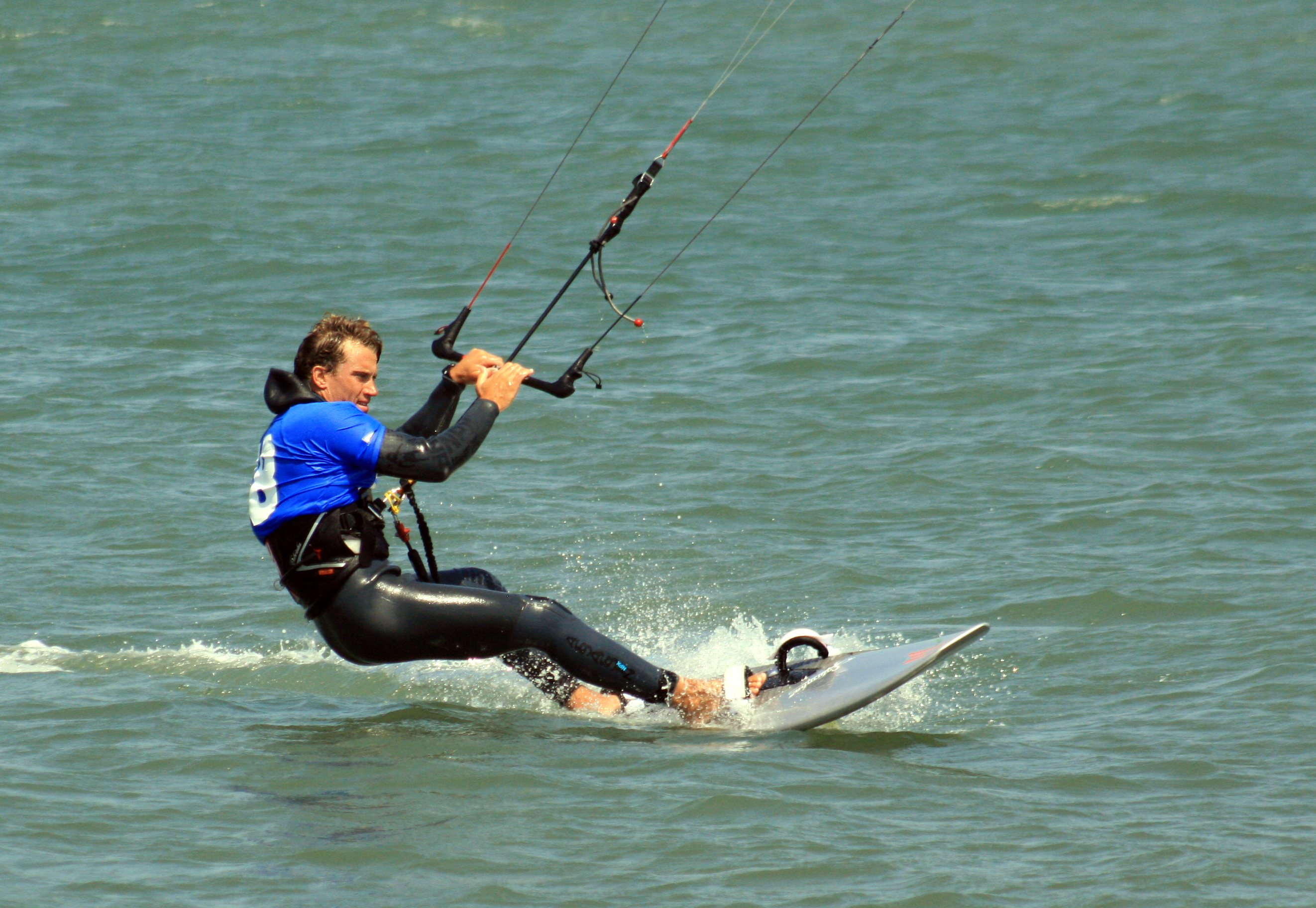
Ein Kiter im Amwindkurs, starke Rückenlage und Kantenbelastung

Mit dem Directional ist im Unterschied zum Twin Tip auch eine Wende möglich. Manchmal wird auch das Anhalten und in die andere Richtung weiterfahren als Wenden bezeichnet.

### Start des Kites

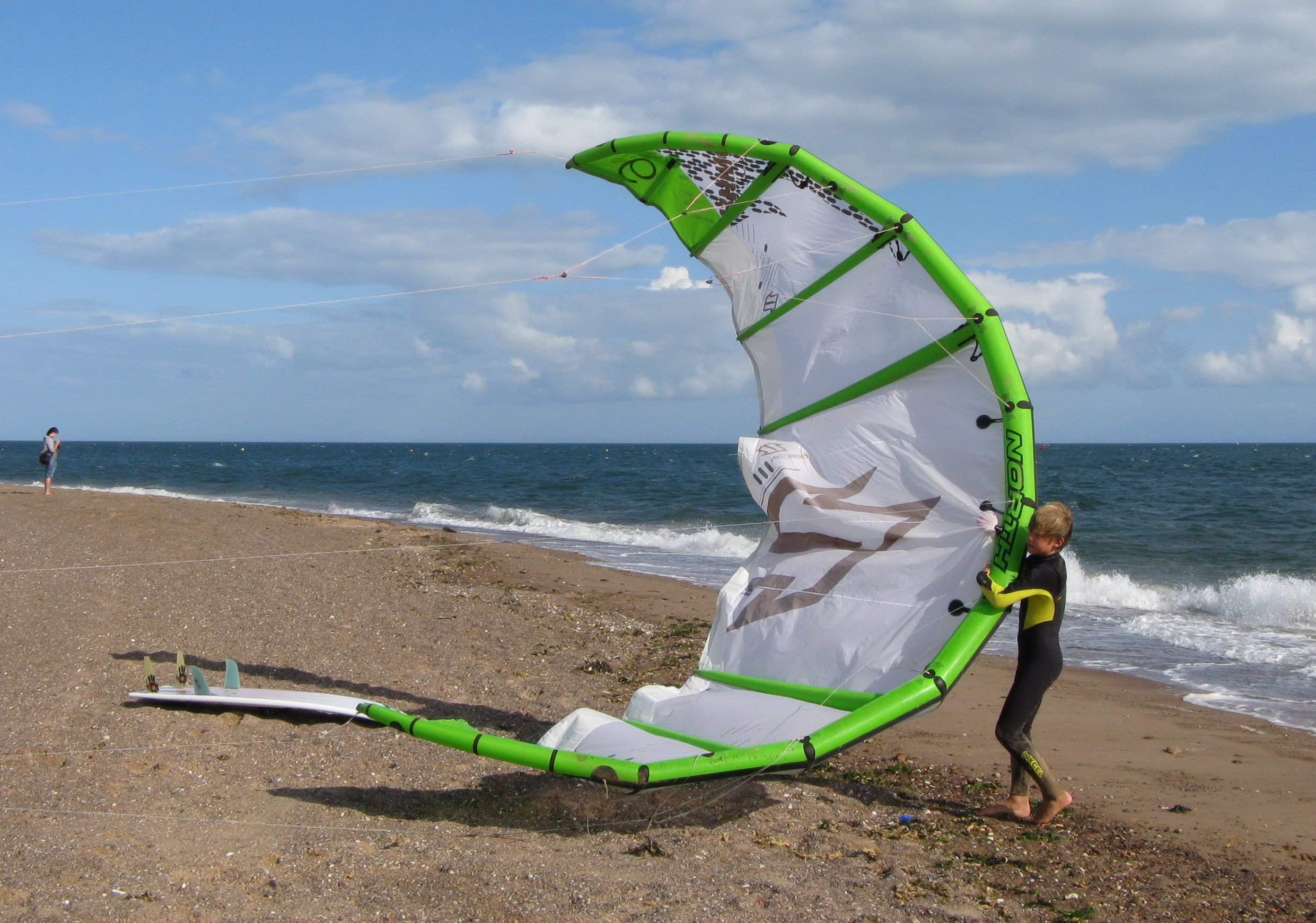
Startvorgang eines Delta-Shape Kites mit Starthelfer in Exmouth, England

Die Vorgehensweise beim Start des Schirms ist vom eingesetzten System abhängig. Beim Tubekite ist ein Starthelfer sinnvoll. Er hält den Schirm am Windfensterrand, wo der Schirm nicht so viel Zug entwickelt, so dass der Sportler den Schirm gefahrlos in den Zenit fliegen kann. Ohne Starthelfer kann der Schirm an einer umgeschlagenen Schirmecke mit Sand oder Sandsäcken am Boden gehalten werden. Zum Start werden die Sandsäcke durch Zug an den betreffenden Leinen abgeworfen und der Schirm steigt zum Himmel auf.
Bestimmte Ram-Air-Schirme können auch ohne Helfer gestartet werden. Diese Drachen sollten möglichst auch nicht in der direkten Leistungszone gestartet werden – es sei denn, der Wind ist unter 3 bft. Aus Sicherheitsgründen ist aber auch bei diesen Schirmen ein Helfer anzuraten, der den Sportler davor bewahrt, ungewollt nach vorne gezogen zu werden. Das gilt, insbesondere bei extrem viel Wind, auch für den Tubekite-Start.

### Wasserstart

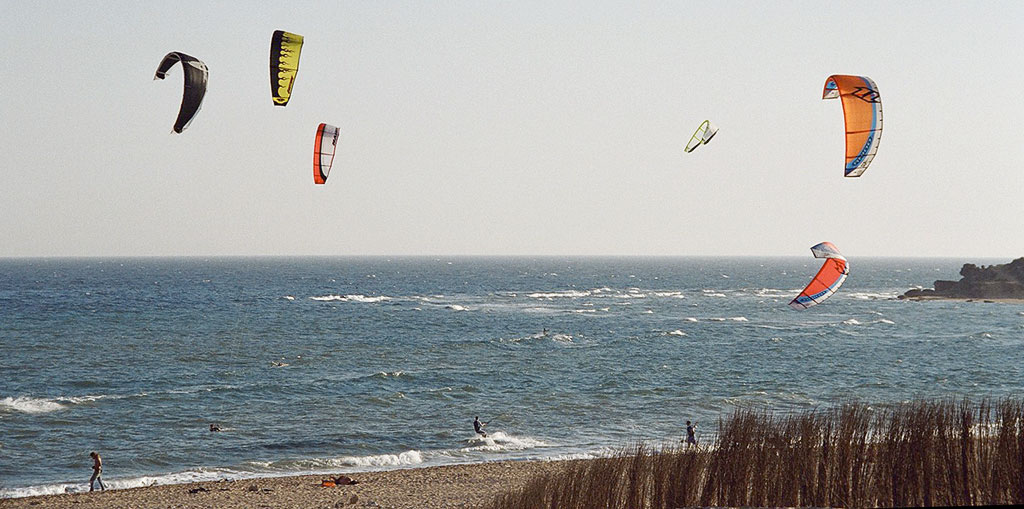
Kitesurfer am Kap Trafalgar (Spanien)

Nach einer Wasserlandung von Tubeschirmen, bei der der Drachen meist verkehrtherum, also mit dem Frontschlauch auf dem Wasser aufliegt, versucht der Kitesurfer, den Drachen durch Be- und anschließendes Entlasten (in Richtung des Schirms schwimmend) der Frontleinen den Schirm auf den „Rücken“, das heißt die Schirm-Oberseite, zu legen. Durch Steuerbewegungen, meist an einer der Steuerleinen, wird der Schirm vorsichtig aus der Leistungszone zum Windfensterrand bewegt. Dort kann der Schirm durch Zug an der nach oben weisenden Steuerleine wieder gestartet werden. Systeme mit einer fünften Leine am Frontschlauch (vorderer, C-förmiger Schlauch) vereinfachen das Umklappen des Drachens und damit den Wasserstart. Insbesondere ist damit auch ein Start in der Leistungszone möglich, der bei Tubeschirmen ansonsten sehr gefährlich werden kann („Russenstart“), weil der Sportler je nach Windzug nach oben und vorne gerissen wird.
Liegt der Schirm verkehrtherum, ist ein sogenannter Rückwärtsstart möglich, wenn der Schirm eine entsprechende Vorrichtung hat. Mattenschirme (3-/4-Leiner) lassen sich recht einfach durch Ziehen an den Backleinen (Leinen, die an der Hinterkante des Schirms angebracht sind) rückwärts starten. Der Drachen erhebt sich dann rückwärts fliegend und kann nach Erreichen von einigen Metern Höhe durch eine 180°-Drehung wieder in die Vorwärtsposition gebracht werden. Einige Tubeschirme haben zum Rückwärts-Start spezielle Leinen, die über ein Umlenksystem oder direkt auf die Hinterkante des Schirms wirken, was ein Rückwärtsfliegen möglich macht. Rückwärtsstart-Systeme sind insbesondere zur Benutzung auf dem Land (auf Schnee) vorteilhaft.
Die sogenannten Bow-Schirme haben die Haupttube bogenförmig nach hinten geschnitten, sodass der Schirm nicht mehr mit der gesamten Vorderkante auf Land oder Wasser aufliegt. Durch eine aufgefächerte Anlenkung der vorderen Leinen sind zusätzlich die Ohren vom Untergrund bzw. Wasser abgehoben. Beim Neustart kann sich ein solcher Schirm, ohne direkt auf dem „Rücken“ zu liegen, ans Windfenster bewegen und wieder hochsteigen. Der Übergang aus der Powerzone ist wesentlich schneller und weicher.
Delta-Shape-Kites sind zurzeit die Kites mit den besten Wasserstarteigenschaften. Sobald sie auf dem Wasser oder Schnee liegen, treiben sie an den Windfensterrand und lassen sich durch Ziehen an der jeweiligen Steuerleine aus dem Wasser starten.

### Springen

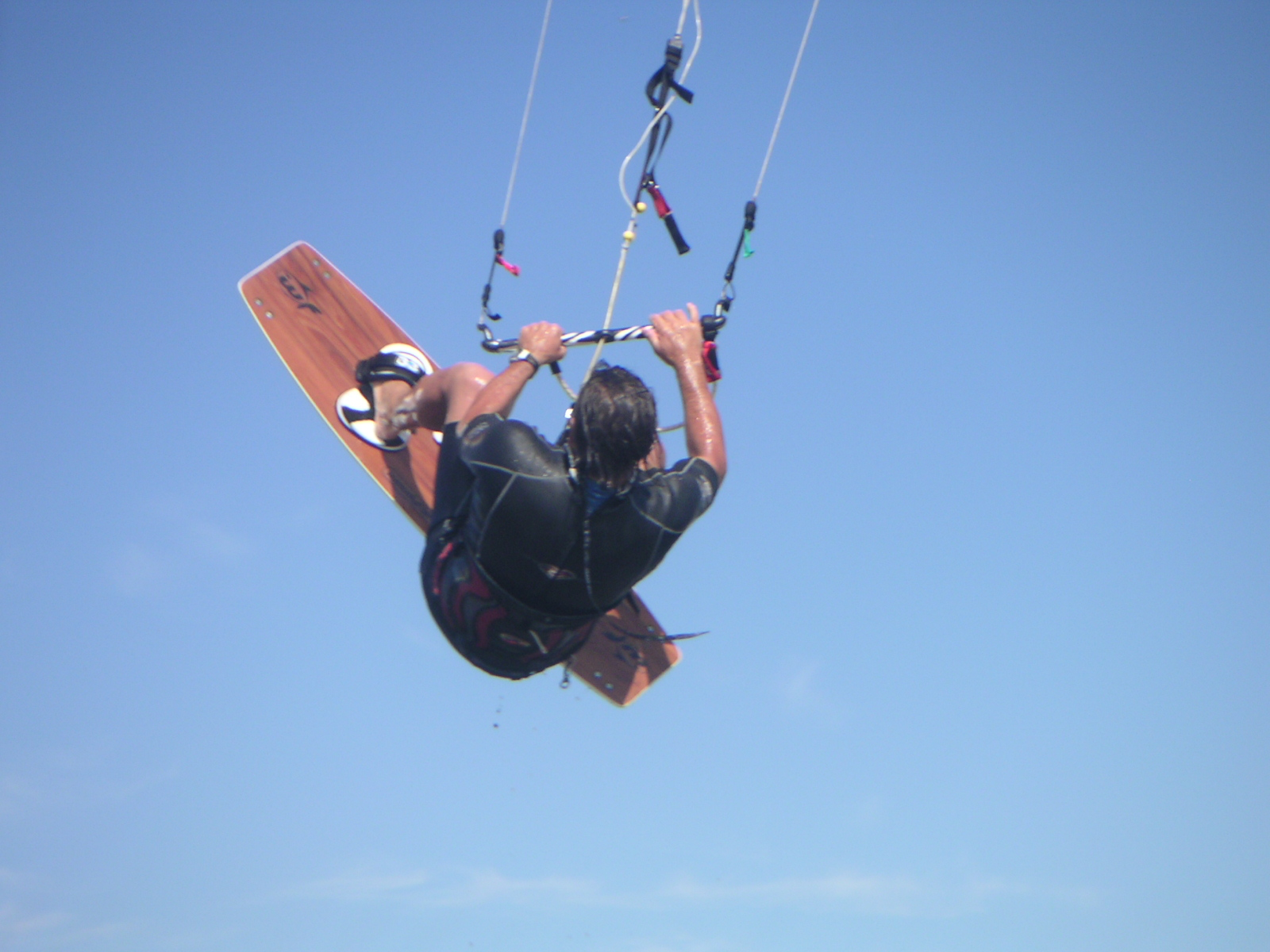
Ein Basic Jump

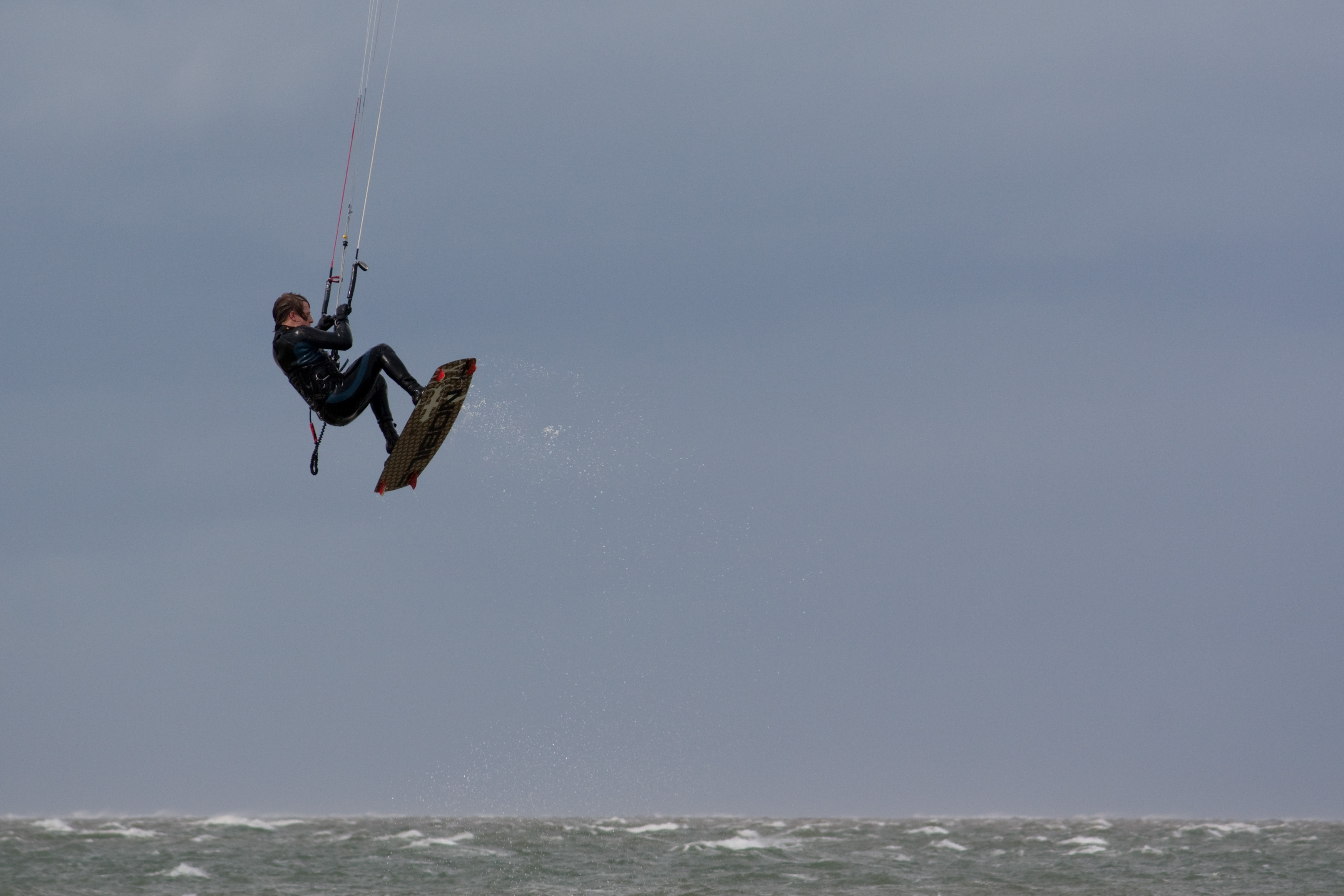
Ein Big Air Jump

Ein Kiter springt, indem er den Drachen in voller Fahrt über den Zenit in den anderen Windfensterrand bewegt und durch den Auftrieb des Kites schließlich in die Luft gehoben wird. Es lassen sich hierdurch große Sprünge, über 10 m – teils schon Flüge –, vollbringen. Um nicht nach vorne zu drehen und sich dadurch mit dem Rücken in Flugrichtung zu befinden, sollte der Sportler eine möglichst kompakte Haltung einnehmen und eine hohe Körperspannung aufbauen. Zum Landen wird der Kite langsam wieder in den ursprünglichen Windfensterrand zurückgelenkt. Einen einfachen Sprung nennt man Basic Jump, Air oder bei einem besonders hohen und/oder weiten Sprung Big Air

Schematische Darstellung aller Grabtricks beim Kiteboarden. Grün = Vorderhand, Ockerbraun = Rückhand. Der Pfeil gibt die Windrichtung an.

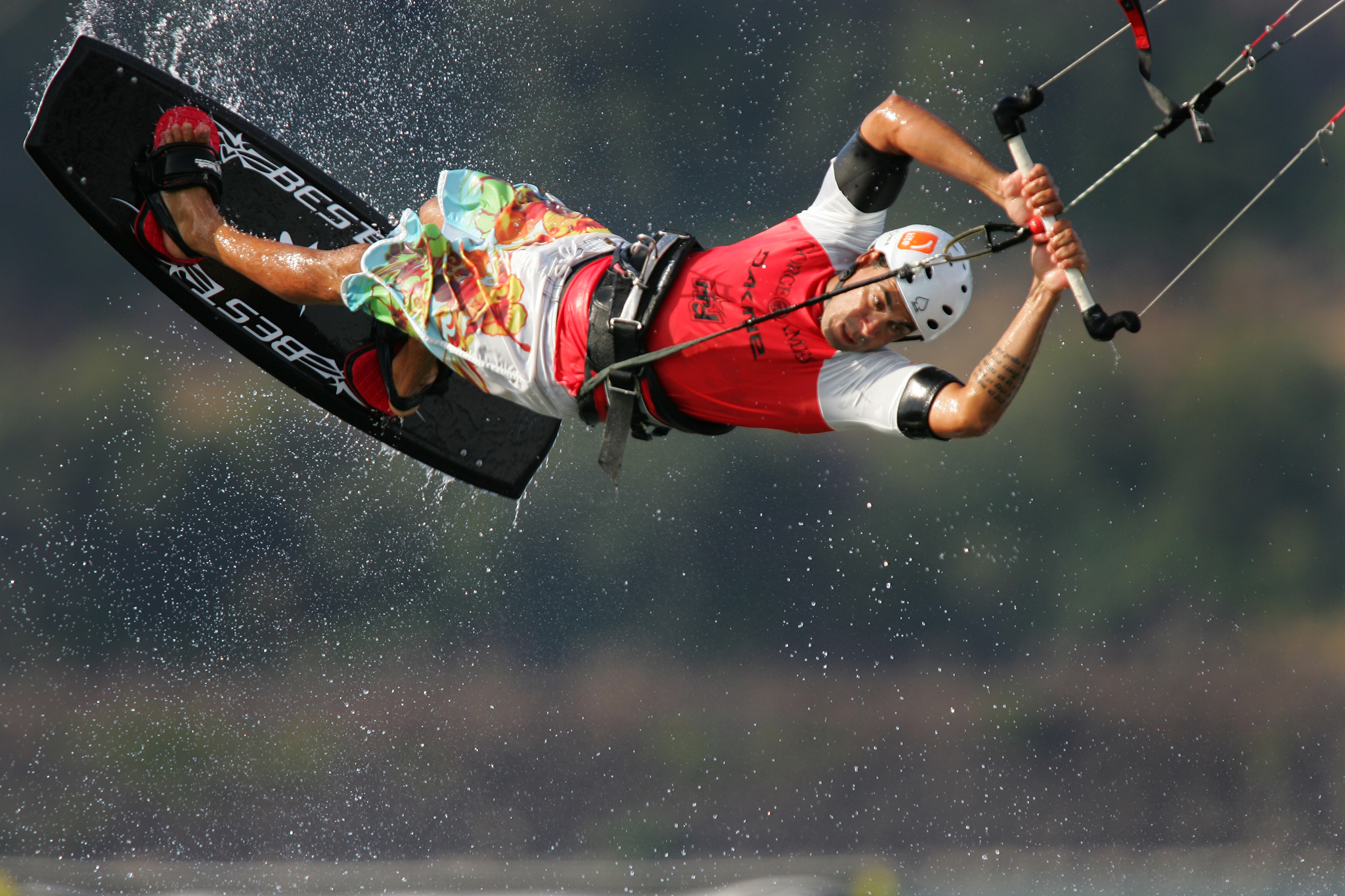
Eine Frontroll; gut zu erkennen ist die Safetyleash und die ausgehängte Bar; Columbia River, USA

Wie auch beim Snow-, Skateboarden und ähnlichen Sportarten sind sowohl Flip- als auch Grab-Tricks und darüber hinaus One-Foots, Board-Offs, und aus dem Wakeboarden adaptierte Tricks wie Raileys möglich.
- Bei den Flip-Tricks kann sich der Kiter einfach nach rechts oder links horizontal um die eigene Achse drehen (360 Flip) oder vertikal nach vorn oder hinten (Fronftlip, bzw. Backflip).
- Bei Grab-Tricks hat der Kiter noch mehr Möglichkeiten, wie das nebenstehende Schaubild verdeutlicht. Flip- und Grab-Tricks lassen sich aber auch verbinden, so dass Tricks wie „360 Melons“ oder „720 Tailgrabs“ möglich sind.
- Bei One-Foot-Tricks steigt der Kiter mit einem Fuß aus der Bindung/Schlaufe aus und kombiniert dies mit einem Grab-Trick (zur Kontrolle des Boards) und ggf. einem Flip-Trick. Ein reiner One-Foot wird selten durchgeführt, da die Wahrscheinlichkeit, das Board in der Luft zu verlieren, sehr groß ist.
- Bei Board-Offs steigt der Kiter mit beiden Füßen aus der Bindung/den Schlaufen. Hier ist die Kombination mit einem Grab-Trick zwangsweise erforderlich, da man sonst das Board verlieren würde. Auch hier ist die Kombination mit einem Flip möglich.
- Eine besondere Sprungart stellen die Raleys dar, da bei diesen der Kiter nur noch mit der Safetyleash mit dem Kite verbunden ist (er fährt „unhooked“). Vor dem Absprung wird die Bar am Trapez ausgehängt, der Kiter streckt die Arme aus und bringt durch nach hinten abgeknickte Beine das Board auf oder über Kopfhöhe. Zum Landen muss der Sportler Arme und Beine wieder anziehen. Nach der Landung wird die Bar wieder eingehakt.

## Fachausdrücke beim Kitesurfen
Air timeDauer eines Sprunges. Diese beträgt meist wenige Sekunden. Bei guten Windbedingungen kann die Flugdauer auch im zweistelligen Sekundenbereich liegen.
Aspect-ratioDas Verhältnis zwischen Breite und Höhe des Kites (variiert bei den gängigen Kites zwischen High-aspect-ratio von 6,0 und Low-aspect-ratio von 3,0)
BladderDer aufblasbare Kunststoffschlauch, der sich in den Tubes befindet und vor dem Start des Kites aufgepumpt wird. Der Druck ist von der Umgebungstemperatur und der Wassertemperatur abhängig. Bei starker Sonneneinstrahlung und hoher Lufttemperatur kann die Bladder auch ohne Fremdeinwirkung platzen, wenn sie zuvor zu stark aufgepumpt wurde. Gibt man jedoch zu wenig Druck in die Tubes, entwickelt der Kite erst gar kein Profil, oder die Luft in den Tubes kühlt bei Kontakt mit dem Wasser so stark ab, dass der Kite sein Profil verliert und nicht mehr ohne fremde Hilfe gestartet werden kann.
C-Kite-FeelingDamit sind die Vorzüge des direkten Steuerverhaltens und der niedrigen Haltekräfte des C-Kites gemeint. Die Hersteller versuchen zunehmend, diese positiven Eigenschaften auf neuere Kitemodelle (zum Beispiel Delta-Kites) zu übertragen, die durch Verbesserung der Depower-Wirkung und anderer Sicherheitsaspekte leider etwas an C-Kite-Feeling verloren haben.
High-EndStarkwindeigenschaft – Die High-End-Eigenschaft eines Kites umfasst, wie sich ein Kite – in Bezug auf seine Größe – bei starkem Wind verhält. Ein Kite mit gutem High-End bietet also bei viel Wind gute Zugkräfte und lässt sich trotzdem kontrolliert und sicher steuern.
Low-EndLeichtwindeigenschaft – Wie der Ausdruck schon vermuten lässt, handelt es sich bei der Low-End-Eigenschaft um das Gegenteil zum High-End. Ein Kite mit gutem Low-End, entfaltet bei – für seine Größe – wenig Wind bereits respektable Zugkräfte und gutes Steuerverhalten.
Leading-EdgeDie Leading-Edge bezeichnet die Anströmkante des Kites, also dessen vordere Kante. Hier befindet sich beim Tubekite der vordere Schlauch (Fronttube).
Trailing-EdgeDie Trailing-Edge ist das Gegenteil der Leading-Edge und stellt die Abströmkante des Kite dar. Die Abströmkante ist die Kante, über die der Wind den Drachen verlässt oder zuletzt berührt. Sie befindet sich also am Ende des Kites. Die Hersteller von Kites verstärken diese Hinterkante in der Regel bewusst mit zusätzlichem Material und / oder durch Umschlagen des Materials und zusätzliche Nähte. Dies ist notwendig, um eine Dehnung des Tuches zu vermeiden und die Flugeigenschaften zu verbessern.
New SchoolDie „Neue Schule“ umfasst das Repertoire der Tricks aus dem Wakeboarden, bei denen der Kite unhooked gefahren wird. Das heißt, der Fahrer hängt vor dem Trick den Chickenloop aus dem Trapez aus und ist nur noch über die Hände an der Bar und die Safety-Leash mit dem Kite verbunden. Dies ist die Grundlage für einige Sprünge und Tricks, die eingehakt nicht möglich wären (beispielsweise Airpass oder Handle-Pass).
Old SchoolDas Fahren und Springen in Manier der „Alten Schule“, das seit den Anfängen des Kitesurfens existiert und bei dem der Fahrer eingehakt ist.
Projected-AreaDie Fläche des Kite-Tuches, die vom Wind angeströmt wird und damit aerodynamisch wirksam ist.
StallDer Strömungsabriss (engl. stall) tritt auf, wenn zu wenig Wind über das Profil des Kites strömt und die Kraft des Sogs, der den Kite in der Luft hält, kleiner wird als seine eigene Gewichtskraft. Der Kite entwickelt also keinen Zug mehr und stürzt anschließend auf die Oberfläche. Eine Sonderform ist hierbei der sogenannte „Backstall“, der entsteht, wenn der Kite sehr tief im Windfenster steht und der Anstellwinkel des Kites durch Anziehen der Bar derart groß wird, dass der Wind den Kite nicht mehr nach oben zieht, sondern nach unten drückt, sich der Kite überschlägt und letztendlich abstürzt. Dies ist ein häufiger Anfängerfehler. Ein „Frontstall“ wird hervorgerufen, wenn der Kite den Surfer überfliegt. Dies passiert, wenn der Kite aus einer Position tief im Windfenster mit viel Schwung an den Windfensterrand (meist auf die 12-Uhr-Position) geflogen wird. Ein Strömungsabriss ist die Folge und der Kite fällt unkontrolliert aufs Wasser.
WaveEine Disziplin, bei der die Elemente des Kitesurfens mit denen des Wellenreitens kombiniert werden. Der Surfer lässt sich mit Kiteunterstützung aufs Meer hinausziehen und reitet dann dort die Wellen ab. Der Kite wird dann an den Windfensterrand gebracht, wo er kaum Zugkräfte ausbilden kann und den Surfer auf der Welle am wenigsten beeinflusst. Natürlich sind durch die Vorzüge des Kites dem Surfer auch andere Möglichkeiten gegeben wie gegen die Wellen anzufahren und diese als Rampen zu verwenden.
WakestyleEine Disziplin bei der Tricks die ursprünglich aus dem Wakeboarden kommen beim Kiten ausgeführt werden. Die Tricks sind dabei meist ausgehakt.

## Gefahrenpotenzial
Kiten birgt wie jede Wasser- und Flugsportart Risiken, die sich reduzieren aber nicht vollständig ausschließen lassen. Unfälle sind häufig auf schlecht ausgebildete, auch leichtsinnige Kitesurfer sowie Mängel bei der Ausrüstung zurückzuführen. Insbesondere über Land und bei festen Hindernissen ist der Kitesurfer in Gefahr. Da Kitesurfen noch eine recht neue Sportart ist und viele junge Kitesurfer ihr Können überschätzen, gibt es regelmäßig Unfälle, nicht selten mit schweren Verletzungen.
Durch neuere Konstruktionen der Kites und ein zunehmendes Gefahrenbewusstsein wird Kiten sicherer. Ein Verletzungsrisiko geht auch von den dünnen Leinen aus, welche unter hoher Zugspannung sehr „scharf“ sind. Das statistische Unfallrisiko beim Kitesurfen wird kontrovers diskutiert. Belastbare Belege für das tatsächliche Risiko gibt es bisher nicht. Studien, die sich mit Kitesurf-Unfällen auseinandersetzen, behandeln die Unfallursachen und deren mögliche Vermeidung, nicht jedoch die Unfallhäufigkeit. Andere Studien untersuchten die Verletzungshäufigkeit im professionellen Bereich.
Rasche Wetteränderung, insbesondere überraschend aufkommender Sturm stellt eine besondere Gefahr dar.

### Sicherheitsmaßnahmen
Um Unfälle zu vermeiden und sich und andere zu schützen, sollten folgende Aspekte vorab abgeklärt werden. Insbesondere gilt dies für Anfänger:
Kitesurfrevier
1. Das Revier sollte mindestens 3 Leinenlängen (etwa 90 m) nach Lee breit sein, dort sollte sich ein geeigneter Notausstiegsplatz befinden, der auch mit Rettungsfahrzeugen erreicht werden kann. Darüber hinaus empfiehlt es sich darauf zu achten, welche potentiellen Gefahren sich am Ufer befinden (Bäume, Hochspannungsmasten etc.), welche Gefahren im Wasser auftauchen könnten (Strömungen, Riffe, Sandbänke usw.) und ob in Luv irgendwelche Hindernisse stehen, die Windverwirbelungen erzeugen können.

Wind & Wetter
1. Je größer die Windstärke, desto größer sind die auf den Kiter wirkenden Kräfte. Das eigene Können sollte daher nicht überschätzt werden und bei großen Windstärken ein entsprechend kleinerer Schirm verwendet werden.

1. Zum Kiten eignet sich am besten konstanter Wind parallel zum Ufer (Sideshore) und leicht auflandiger Wind (Side-onshore Wind) mit etwa 10–35 kn (18–50 km/h, 3–8 Bft). Bei auflandigem Wind besteht die Gefahr, auf das Ufer gezogen zu werden. Ablandiger Wind eignet sich mit Abstand am wenigsten. Die Gefahr, zu weit ins Meer hinausgetrieben zu werden, ist hoch und der Wind ist in der Regel nicht laminar.

1. Während eines Gewitters darf wegen der Blitzschlaggefahr nicht gesurft werden (anders als bei Segelbooten, die mit Blitzableiter ausgerüstet werden können, gibt es beim Kite keinen Blitzschutz).[18]

Material
1. Das gesamte Material sollte vor jedem Start auf Schäden und Abnutzungserscheinungen geprüft werden; so ist insbesondere beim Kite der korrekte Aufbau zu überprüfen.

1. Es sollte immer ein funktionierendes Notauslösesystem an der Bar (Quickrelease) und eine Safetyleash vorhanden sein.

1. Am besten immer nur mit Helm und Prallschutzweste, insbesondere bei Verwendung einer Board-Leash, kiten.

Verhalten
1. Das Board und der Kite sollten an Land immer gut gesichert sein (am besten mit Sand oder -säcken, da diese einen Abrieb des mit Silikon gegen UV-Strahlung beschichteten Kites verhindern) und nie unbeobachtet bleiben.

1. Das Starten und Landen sollte immer mit einem eingewiesenen Helfer erfolgen, da dieser bei einem Unfall während dieser beiden Phasen nach deutschem Recht mithaftet!

1. Das Ausweichen und Notsituationen wie das Trennen vom Schirm sollten gut trainiert sein.

1. Nie über Personen starten, springen oder fahren, die sich im Flug- und Leinenradius des Kites befinden.

1. Jeder Sportler sollte nur so weit hinausfahren, wie er schwimmen kann, und nie allein kiten, damit im Notfall Hilfe geholt werden kann.

## Regeln

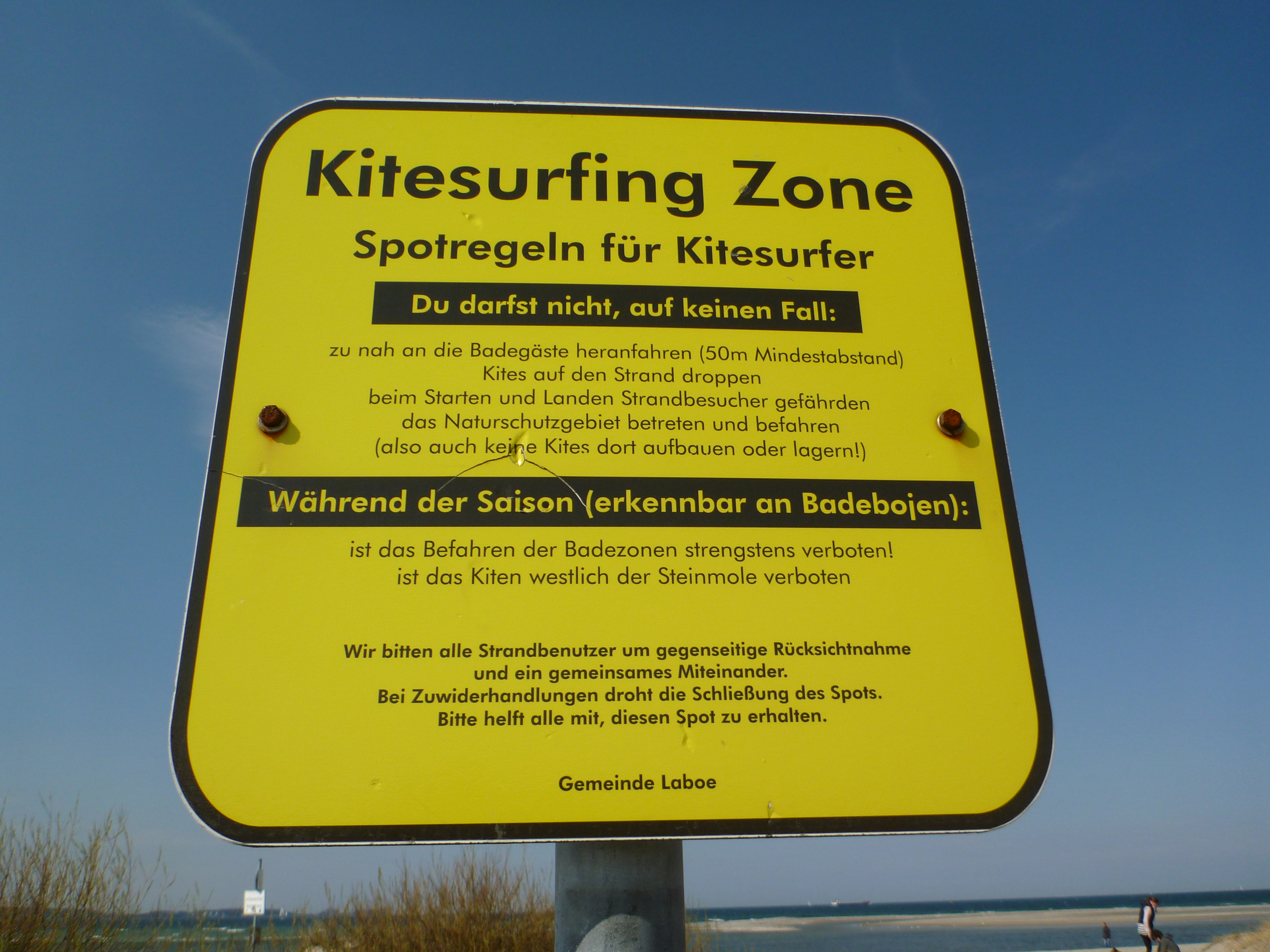
Spotregeln für Kitesurfer in Laboe

Der Schifffahrtsverkehr wird durch internationale, zum Teil auch durch nationale, Vorschriften geregelt, als „Verkehrsteilnehmer“ gelten diese daher auch für Kitesurfer. Auf der Hohen See und auf den mit dieser verbundenen Gewässern gelten die internationalen Kollisionsverhütungsregeln. Zudem können in den jeweiligen Hoheitsgewässern weitere und/oder von den Kollisionsverhütungsregeln abweichende Vorschriften gelten, die dann Vorrang haben. Auf innerstaatlichen Flüssen, Kanälen und sonstigen befahrenen Gewässern wie großen Seen gilt die Binnenschifffahrtsstraßen-Ordnung.

## Rekorde
Wie bei anderen Extremsportarten gibt es auch beim Kitesurfen mehrere Rekorde in unterschiedlichen Disziplinen, wobei meist zwischen offiziellen und inoffiziellen unterschieden wird.

### Sprünge
Bei Sprüngen liegt der offizielle Rekord für die Höhe bei rund 34,8 Metern und einer Weite von 250 Metern. Der längste bisher über ein Video beweisbare Sprung dauerte 22 Sekunden und wurde am 28. Juli 2007 von Jessie Richman in der Golden-Gate-Meerenge vor San Francisco durchgeführt.

### Geschwindigkeit
Der offizielle Geschwindigkeits-Weltrekordhalter nach Version des WGPSSRC ist der Franzose Sebastian Catellan mit 56,87 Knoten (105,32 km/h) als Durchschnittsgeschwindigkeit über 10 Sekunden am 28. Oktober 2009 bei der Lüderitz Speed Challenge in Lüderitz in Namibia.
Nach der Version des WSSRC liegt der offizielle Geschwindigkeits-Weltrekord bei 50,98 Knoten (94,41 km/h) bei einer gemessenen Durchschnittsgeschwindigkeit über 500 m. Er wurde vom Franzosen Alexandre Caizergues am 14. November 2009 ebenfalls in Lüderitz aufgestellt.
Laut dem Guinness-Buch der Rekorde liegt der Geschwindigkeits-Weltrekord vom US-Amerikaner Rob Douglas bei 55,65 Knoten (103 km/h). Auch dieser Rekord wurde bei der Lüderitz Speed Challenge am 28. Oktober 2010 erreicht.

### Distanz
Beim Kiteboarden ist es auch möglich, längere Distanzen zu fahren, daher gibt es auch in dieser (inoffiziellen) Disziplin mehrere Rekorde.
- Die Waliserin Kirsty Jones kitete am 13. Mai 2006 in rund 9 Stunden 225 km alleine von Lanzarote nach Tarfaya in Marokko.[26][27]

- Eine Rekordkombination aus Entfernung und Geschwindigkeit gelang den Franzosen Raphaël Salles, Marc Blanc und Sylvain Maurain, die mit einer Durchschnittsgeschwindigkeit von rund 38 km/h in 5:30 Stunden 207 km, von Saint Tropez nach Calvi mit den Kites fuhren. Dabei schlugen sie Manu Bertins Rekord auf dieser Strecke, der eine Stunde länger brauchte.[28]

- Natalie Clarke überquerte am 22. März 2010 die 240 km lange Bass-Straße von Stanley in Tasmanien nach Venus Bay in Australien in 9 Stunden und 30 Minuten.[29][30]

- Rimas Kinka brach im November 2011 den Guinness World Record im Bereich „Longest Distance Kitesurfed“. Er kitete 313,7 Meilen (504,8 km) in Islamorada, Florida, USA. Er war 24 Stunden unterwegs.[31]